# مروان بن ابی‌حفصه
مروان بن سلیمان یمامی شهرت‌یافته به مروان بن ابی‌حفصه (۷۲۳-۷۹۸م) شاعر عرب بود.